# 2 novembre 2015
Le lundi 2 novembre 2015 est le 306e jour de l'année 2015.

## Décès
- André Rouvière (né le 29 avril 1936), politicien français
- Colin Welland (né le 4 juillet 1934), acteur et scénariste britannique
- Eddie Milner (né le 21 mai 1955), joueur de baseball américain
- Frank-Lothar Hossfeld (né le 19 juin 1942), théologien allemand
- Haruko Katō (née le 24 novembre 1922), actrice japonaise
- Jacqueline Nebout (née le 12 octobre 1928), femme politique française
- Jacques-Yves Mulliez (né le 25 novembre 1917), résistant français
- Mike Davies (né le 9 janvier 1936), joueur de tennis britannique
- Miroslav Poljak (né le 3 septembre 1944), joueur de water-polo yougoslave
- Omar el-Hariri (né en 1944), homme politique libyen
- Walter Kistler (né en 1918), physicien suisse

## Événements
- Sortie du jeu vidéo Cibele
- Inauguration de la station de métro milanaise Sant’Ambrogio
- Sortie du jeu vidéo Sonic Lost World